# In Search of the Fourth Chord
Albums de Status Quo
The Party Ain't Over Yet
(2005) Quid Pro Quo
(2011)
Singles
1. Beginning of the End
Sortie : 31 octobre 2007

In Search of the Fourth Chord  est le vingt-huitième album studio du groupe de rock anglais Status Quo. Il est sorti le 17 septembre 2007 sur le label Fourth Chord Records et a été produit par Pip Williams.

## Historique
Cet album fut enregistré dans les studio Hear No Evil de Londres et dans les studios ARSIS de Francis Rossi dans le  Surrey. Après avoir travaillé avec le producteur Mike Paxman sur ses cinq derniers albums, le groupe rappelle Pip Williams pour produire son nouvel album. Status quo et Pip Williams n'avaient plus travaillé ensemble depuis 1996 et l'album Don't Stop. Pour la sortie de cet album, le groupe créée son propre label, "Fourth Chords Records".
Si la majorité des chansons est signée par le duo Francis Rossi et Bob Young, John Edwards signe pour la première fois deux titres en solo (Gravy Train et Bad News) et chante sur l'un des deux , Bad News. Son fils Freddie y joue aussi les solos de guitare. Première aussi pour le batteur Matt Letley qui signe un titre en solo, You're the One for Me.
Le titre de l'album que l'on peut traduire par "à la recherche du quatrième accord", est un clin d'oeil fait aux critiques qui reprochaient au groupe de ne jouer que trois accords sur leurs chansons. La pochette parodie les affiches des films de la franchise Indiana Jones.
L'album se classa à la 15e place des charts britanniques. L'unique single In the Beginning of the End s'y classa à la 48e place.

## Liste des titres
| No  | Titre                          | Auteur                              | Durée |
| --- | ------------------------------ | ----------------------------------- | ----- |
| 1.  | Beginning of the End           | Francis Rossi, John Edwards         | 4:23  |
| 2.  | Alright                        | Rick Parfitt, Wayne Morris          | 4:12  |
| 3.  | Pennsylvania Blues Tonight     | Rossi, Bob Young                    | 3:44  |
| 4.  | I Don't Wanna Hurt You Anymore | Rossi, Young                        | 4:00  |
| 5.  | Electric Arena                 | Rossi, Young                        | 5:25  |
| 6.  | Gravy Train                    | Edwards                             | 3:23  |
| 7.  | Figure of Eight                | Andy Bown                           | 4:08  |
| 8.  | You're the One for Me          | Matt Letley                         | 3:30  |
| 9.  | My Little Heartbreaker         | Rossi, Young                        | 3:50  |
| 10. | Hold Me                        | Parfitt, Simon Climie, Wayne Morris | 4:33  |
| 11. | Saddling Up                    | Rossi, Bown                         | 3:42  |
| 12. | Bad News                       | Edwards                             | 5:05  |
| 13. | Tongue Tied                    | Rossi, Young                        | 4:21  |

| 14. | I Ain't Wasting My Time | Rossi, Young | 3:36 |

| 14. | One by One | Parfitt, Young | 4:12 |

## Musiciens
Status Quo
- Francis Rossi: chant, guitare solo
- Rick Parfitt: guitare rythmique, chant
- Andy Bown: claviers, guitare, harmonica, chœurs
- John Edwards : basse, guitare, kazoo, chat sur Bad News
- Matt Letley: batterie, percussions

Musiciens additionnels
- Bob Young: harmonica sur Pennsylviana Blues Tonight, My Little Heartbreaker
- Kevin McAlea: piano sur I Don't Wanna Hurt You Anymore
- Pip Williams: guitare additionelle
- Freddie Edwards: solo de guitare sur Bad News
- Daniel Jackman: basse sur Tongue Tied
- Chloe Du Pre: chœurs sur Tongue Tied, Cello sur One by One
- Laura Macara: chœurs sur Tongue Tied

## Charts

### Album
| Pays                          | Durée du classement | Meilleur classement | Date               |
| ----------------------------- | ------------------- | ------------------- | ------------------ |
| Allemagne (GfK Entertainment) | 4 semaines          | 22e                 | 28 septembre 2007  |
| Écosse (Scottish Album Chart) | 2 semaines          | 17e                 | 23 septembre 2007  |
| France (SNEP)                 | 4 semaines          | 142e                | 1er septembre 2007 |
| Pays-Bas (MegaCharts)         | 2 semaines          | 71e                 | 29 septembre 2007  |
| Royaume-Uni (UK Albums Chart) | 2 semaines          | 15e                 | 23 septembre 2007  |
| Suède (Sverigetopplistan)     | 2 semaines          | 13e                 | 20 septembre 2007  |
| Suisse (Schweizer Hitparade)  | 4 semaines          | 18e                 | 30 septembre 2007  |

## Single
| Single               | Chart              | Durée du classement | Position | Date              |
| -------------------- | ------------------ | ------------------- | -------- | ----------------- |
| Beginning of the End | (UK Singles Chart) | 1 semaine           | 48e      | 16 septembre 2007 |